# 바텐 카이토스: 끝나지 않는 날개와 잃어버린 바다
《바텐 카이토스: 끝나지 않는 날개와 잃어버린 바다》는 모놀리스 소프트와 트라이크레센도가 개발하고 남코가 배급한 롤플레잉 비디오 게임이다. 게임큐브 플랫폼으로 개발돼 일본서 2003년 12월 5일 처음 출시됐다.
플레이어는 정령으로서 주인공 일행을 인도하고 서로에게 상호작용하는 것이 특징이다.
2006년에 후속작 《바텐 카이토스 오리진스》가 출시됐다. 2023년, 후속작과 같이 수록된 리마스터 《바텐 카이토스 I & II HD 리마스터》가 닌텐도 스위치로 출시됐다.

## 반응
게임큐브판 출시 당시 리뷰 애그리게이터 웹사이트 메타크리틱에서 80/100점을 기록해 "대체적으로 긍정적인 평가"를 보였다.

## 참조

### 주해
1. ↑  일본어: バテン・カイトス 終わらない翼と失われた海, 영어: Baten Kaitos: Eternal Wings and the Lost Ocean